# Суперкубок России по регби
Суперкубок России — официальный турнир по регби, в котором принимали участие действующие чемпион России и обладатель Кубка страны.  Турнир проводился с 2014 по 2017 год.

## Обзор
В Суперкубке участвуют следующие Команды: победитель Чемпионата России по регби сезона 2023/24 и обладатель Кубка России по регби 2024 года. В случае невозможности участия одной из команд (или отказа от участия) участником Суперкубка становится команда, занявшее второе место в Чемпионате России по регби сезона 2023/24.

## История
Изначально матч за Суперкубок предварял старт нового сезона в России. С целью популяризации регби первые розыгрыши проводились на стадионах южных городов, не представленных в Премьер-лиге. В дальнейшем, по экономическим причинам, игра за Суперкубок была совмещена с чемпионатом: матч 2016 года между «Славой» и «Красным Яром» был сыгран в Москве за неделю до их встречи в Премьер-лиге, а Суперкубок 2017 года был разыгран в Красноярске в рамках очередного тура Премьер-лиги, когда «Енисей-СТМ» принимал «Кубань».
Организаторы Суперкубка планировали изменить формат проведения турнира, начиная с 2018 года, но в 2018 году матч за Суперкубок не состоялся.

## Результаты
| Год  | Победитель     | Счёт             | Финалист        | Дата и место                                     |
| ---- | -------------- | ---------------- | --------------- | ------------------------------------------------ |
| 2014 | Енисей-СТМ     | 15:6             | Красный Яр      | 7 мая 2014 года Локомотив (Симферополь)          |
| 2015 | Енисей-СТМ     | 27:3             | Слава-ЦСП       | 9 мая 2015 года Динамо (Махачкала)               |
| 2016 | Красный Яр     | 22:3             | Слава-ЦСП       | 4 мая 2016 года Слава (Москва)                   |
| 2017 | Енисей-СТМ     | 64:20            | Кубань          | 4 августа 2017 года Красный Яр (Красноярск)      |
| 2024 | Стрела–Ак Барс | 19:19 (пен. 3:1) | Локомотив-Пенза | 29 апреля 2024 года Мордовия-Арена (Саранск)     |
| 2025 | Стрела–Ак Барс | 22:17            | Енисей-СТМ      | 26 апреля 2025 года Петровский (Санкт-Петербург) |

## Участники
| Клуб            | Победы           | Поражения  |
| --------------- | ---------------- | ---------- |
| Енисей-СТМ      | 2014, 2015, 2017 | 2025       |
| Красный Яр      | 2016             | 2014       |
| Стрела-Ак Барс  | 2024, 2025       | —          |
| Слава-ЦСП       | —                | 2015, 2016 |
| Кубань          | —                | 2017       |
| Локомотив-Пенза | —                | 2024       |